# Mitchellville (Tennessee)
Mitchellville è un comune degli Stati Uniti d'America, situato nello Stato del Tennessee, nella Contea di Sumner.